# Jasenovo
Jasenovo je obec na Slovensku v okrese Turčianske Teplice. Žije v něm 125 obyvatel.

## Historie
První písemná zmínka o vesnici pochází z roku 1392.

## Přírodní poměry
Obec se nachází v nadmořské výšce 520 metrů a rozkládá se na ploše 8,33 km². Do správního území obce zasahuje část národní přírodní rezervace Vyšehrad.